# Aanslag op het Amerikaanse consulaat in Peshawar
De aanslag op het Amerikaanse consulaat in de Pakistaanse stad Peshawar was een zelfmoordaanslag op 5 april 2010. De Pakistaanse taliban eisten de aanslag op. Er vielen zeven doden, waaronder vier daders. Na de bomaanslagen ontstonden er grote rookpluimen en braken er vuurgevechten uit. De taliban waarschuwden voor nog meer aanslagen op Amerikaanse doelen.